# Лале (Болгарія)
Лале́ (болг. Лале) — село в Кирджалійській області Болгарії. Входить до складу общини Момчилград.

## Населення
За даними перепису населення 2011 року у селі проживали 250 осіб, з них 237 осіб (99,2%) — турки.
Розподіл населення за віком у 2011 році:
Динаміка населення: